# Jairo Buitrago
Jairo Buitrago Es un escritor de libros para niños, nacido en Bogotá, Colombia el 14 de octubre de 1970 ilustrador e investigador en literatura infantil e historia del cine. Se dedica a la creación de libro álbum, junto a ilustradores colombianos y extranjeros. Sus libros han sido traducidos al inglés, portugués, catalán, chino, hebreo, italiano, turco, japonés, coreano y sueco. Editoriales como El Jinete Azul, Amanuta, Babel Libros, Groundwood Books, Saela Shobo, Tramuntana y Fondo de Cultura Económica de México han publicado sus obras.
Con la editorial canadiense Groundwood Books, ha publicado seis álbumes junto al ilustrador Rafael Yockteng: Jimmy the greatest, On the other side of the garden, Two White rabbits (con una versión en castellano para lectores latinos en Canadá y EE. UU.), Lion and Mouse, Walk with me y Wounded Falcons.

## Formación académica
Jairo Buitrago cursó sin graduarse del pregrado en Estudios Literarios en la Universidad Nacional de Colombia. 

## Otras actividades
Buitrago publicó inicialmente artículos académicos sobre cine en la revista especializada “Cuadernos de cine colombiano” de la Cinemateca Distrital de Bogotá, y para el “Diccionario del cine iberoamericano: España, Portugal y América” publicado por la Sociedad General de Autores y Editores, SGAE, y la Fundación Autor.
Antes de dedicarse de lleno a la literatura para niños y niñas, escribió guiones para la televisión en series didácticas y comerciales y en proyectos editoriales con niñas y niños víctimas del desplazamiento forzado en el Pacífico Colombiano.
Ha publicado además de artículos académicos sobre LIJ, novelas infantiles, varios libros álbum junto a ilustradores de diferentes países, pero también ha ilustrado sus propias obras. 

## Obra literaria
Su principal género es el libro álbum y es consciente de que escribe para un público infantil. Con respecto a su concepción de infancia, la caracteriza desde la insensatez, en relación con la forma en que se asume el mundo en esa etapa.
Su primer libro publicado es El Señor L.Fante, que habla de un personaje cuya soledad desaparece en el momento en que recuerda a sus seres queridos. Desde entonces, Buitrago ha trabajado sus libros álbum junto a ilustradores de Colombia y de otros países del mundo, como Rafael Yockteng, Daniel Blanco, Roger Ycaza y Alberto Montt. También ha escrito libros ilustrados, como novela infantil, colecciones de cuentos y la novela gráfica El edificio. Entre sus obras con distinciones, se encuentran Camino a casa y Eloísa y los bichos.
Como fuentes de inspiración, parte de las experiencias vividas, frases, imágenes y viajes. Sobre esto último, los principales libros que surgieron de sus viajes son Un diamante en el fondo de la tierra, escrito en Chile como homenaje a los chilenos que conoce y al exilio, y Dos conejos blancos, que cuenta la historia de niños migrantes en México.
Buitrago ha explorado temas históricos, si bien, un aspecto fundamental para el autor en la escritura de este género es el predominio de la ficción sobre los datos. Ejemplo de lo anterior es la novela Los irlandeses, que habla de la amistad entre un niño campesino y unos mercenarios irlandeses en el contexto de la guerra de independencia de 1819.

## Libros de la infancia e influencias
Los cómics de la Editorial Novaro, libros de biología ilustrados, y obras como Miguel Strogoff de Júlio Verne, La isla del tesoro y Los tres mosqueteros fueron algunas de las lecturas que realizó el autor en su infancia. Uno de los primeros escritores para adultos que descubrió cuando era pequeño fue José María Arguedas y su libro de cuentos Amor mundo y todos los cuentos. También, admira a otros autores como Maurice Sendak y Tomi Ungerer
El gusto por el cómic y la ilustración, su pasión por el cine y su trabajo por ocho años en la Cinemateca Distrital de Bogotá le enseñaron a pensar en imágenes, lo que contribuyó a que sus obras fueran planeadas inicialmente desde la relación imagen-texto.

## Premios y reconocimientos
- Premio Ser en Brasil con Eloísa y los bichos (editado por Pulo do Gato)
- La lista de honor de Junior Library Guild en Estados Unidos con Un diamante en el fondo de la tierra
- Premio ACLI en Colombia, Eloísa y los bichos
- Medalla Colibrí, Un diamante en el fondo de la tierra
- Lista de Honor IBBY en Chile, Un diamante en el fondo de la tierra
- Premio A La Orilla del viento por Camino a casa
- Premio Hispanoamericano de Novela Infantil Castillo por Al principio viajábamos solas (2019)
- International Youth Library en Munich (Alemania) para el catálogo White Ravens. seleccionado junto al ilustrador colombiano Rafael Yockteng

Por otra parte, sus libros en inglés, publicados en Norteamérica por Groundwood Books, han obtenido los siguientes reconocimientos y nominaciones:
- Kirkus Best Picture Books of the Year
- School Library Journal Best Picture Books of the Year
- The Horn Book Fanfare
- Notable Books for a Global Society
- Nominación en the Kirkus Prize shortlist.

## Adaptaciones
Su álbum ilustrado Camino a casa (FCE, México, traducido al inglés en 2017 como Walk with me), fue adaptado como obra de danza- teatro por la compañía La Otra Danza y la sala infantil del Centro de Memoria, Paz y Reconciliación en Bogotá se bautizó “Camino a casa” en homenaje al libro.

## Obras publicadas

### Libro Álbum
| Año  | Libro                                        | Datos Editoriales            | Ilustradores              |
| 2023 | Halcones heridos                             | CIDCLI, México               | Rafael Yockteng           |
| 2022 | ¡Ugh! Un relato del Pleistoceno              | Babel, Colombia              | Rafael Yockteng           |
| 2021 | Formas de hacer amigos                       | Leetra, México               | Mariana Ruiz Johnson      |
| 2020 | Unas personas                                | Océano Travesía, México      | Manuel Monroy             |
| 2020 | Cosas de casa                                | Ediciones El Naranjo, México | Rafael Yockteng           |
| 2019 | Y tú, ¿Cómo estás?                           | Panamericana                 | Rafael Yockteng           |
| 2018 | Noelia                                       | Ediciones Castillo, México   | Roger Ycaza               |
| 2017 | León y ratón                                 | Cataplum                     | Rafael Yockteng           |
| 2017 | Maestro del disfraz                          | Ediciones El Naranjo, México | Roger Ycaza               |
| 2017 | Las Pesquisas Comenzaron En Baker Street     | NORMA, 2017                  | John Joven                |
| 2016 | Al otro lado del jardín                      | Planetalector                | Rafael Yockteng           |
| 2016 | Había un gigante                             | Ediciones El Naranjo, México | Juan Mayorga              |
| 2016 | Casi todos los días                          | Panamericana                 | Adriana Benítez           |
| 2015 | Un diamante en el fondo de la tierra         | Amanuta, Chile               | Daniel Blanco Pantoja     |
| 2015 | Cartas a Paloma                              | Loqueleo (Alfaguara)         | Adriana Benítez           |
| 2015 | Dos conejos blancos                          | Ediciones Castillo, México   | Rafael Yockteng           |
| 2014 | Los aeropuertos                              | Ediciones Castillo, México   | Juan Camilo Mayorga Olmos |
| 2014 | El niño en el hotel al borde de la carretera | SM                           | Alberto Montt             |
| 2013 | El mar                                       | LoQueLeo-Alfaguara           | Alejandra Estrada         |
| 2013 | ¿Qué puedo decirte de los fantasmas ?        | Penguin Random House         | Jairo Buitrago            |
| 2012 | Cuentos desobedientes                        | La Valija de Fuego           | Jairo Buitrago            |
| 2010 | Jimmy, el más grande                         | Penguin Ramdom House         | Rafael Yockteng           |
| 2010 | El Primer día                                | Alfaguara                    | Rafael Yockteng           |
| 2009 | Eloísa y los bichos                          | Babel Libros                 | Rafael Yockteng           |
| 2008 | Camino a casa                                | Fondo de Cultura Económica   | Rafael Yockteng           |
| 2007 | Emiliano                                     | Babel Libros                 | Rafael Yockteng           |
| 2006 | El señor L.Fante                             | Babel Libros                 | Jairo Buitrago            |

### Otras obras
| Año  | Libro                                                              | Datos Editoriales          | Ilustradores        |
| 2023 | El reencuentro con el perro perdido en el invierno y otros cuentos | Alfaguara                  | Lorena Mondragón    |
| 2020 | Viendo el fuego desde la terraza                                   | Panamericana               | Israel Barron       |
| 2020 | Al principio viajábamos solas                                      | Ediciones Castillo, México | Karina Cocq         |
| 2019 | Siete cuervos y ocho cuentos                                       | Cataplum                   | Juan Camilo Mayorga |
| 2018 | Los irlandeses                                                     | Babel Libros               | Santiago Guevara    |
| 2018 | El Espantajo                                                       | Ediciones SM               | Jairo Buitrago      |
| 2017 | Retrato de niños con bayonetas                                     | Panamericana               | Mónica Betancourt   |
| 2016 | Leonor y Sansón                                                    | Ediciones SM               | Gusti               |
| 2014 | El edificio                                                        | Babel Libros               | Daniel Rabanal      |
| 2012 | Días de rock de garaje                                             | Ediciones SM               | Diego Patiño        |